# 유럽 고속도로 97호선
유럽 고속도로 97호선(European route E97)은 우크라이나 헤르손을 시점으로 하여, 러시아와 조지아를 거쳐 터키의 에쉬칼레까지 이르는 A-클래스급 간선도로로, 총 연장은 1,360 km이다. 그러나 해당 도로는 흑해의 북부 지역에서 동쪽 해안을 따라 흑해의 남부 지역까지 연결된다.

## 경로
- 우크라이나
  -  M17 고속도로(영어판) : 헤르손 (E58호선) - 칼란차츠키구(우크라이나어판, 러시아어판)
- 크림 공화국
  -  M17 고속도로(영어판) : 잔코이(E105호선) - 페오도시야 - 크리미아항(우크라이나어판, 러시아어판)
- 케르치 해협
  - 크림 대교 (케르치 - 타만(영어판, 러시아어판))
- 러시아
  -  러시아 연방도로 A290호선(러시아어판, 독일어판) : 카프카스항(러시아어판, 영어판) - 노보로시스크 (E115호선)
  -  러시아 연방고속도로 M-4호선(영어판) : 노보로시스크 (E115호선) - 주브가(러시아어판) (E592호선)
  -  러시아 연방도로 A147호선(러시아어판, 독일어판) : 주브가(러시아어판) (E592호선) - 소치
- 조지아
  -  조지아 고속도로 S1호선 : 다음과 같음
    -  압하지야의 실효 지배 구간 : 레셀리제 - 수후미 - 갈리
    - 조지아의 실질적인 지배 내 구간 : 주그디디 - 세나키 (E60호선)

  -  조지아 고속도로 S2호선 : 세나키 (E60호선) - 포티 (E60호선과 접촉하고 있지만, E70호선과 동시에 접촉함) - 그리고레티(영어판) (E692호선) - 바투미 - 사르피(영어판, 조지아어판)
- 튀르키예
  - 국도 제D010호선 : 사르프(튀르키예어판) - 리제 - 트라브존 (E70호선)
  - 국도 제D885호선 : 트라브존 - 귀뮈샤네
  - 국도 제D050호선 : 귀뮈샤네 - 바이부르트 (E70호선의 종점부)
  - 국도 제D915호선 : 바이부르트 - 에쉬칼레(튀르키예어판) (E80호선)

## 비고
경유하고 있는 이 도로에는 우크라이나와 러시아의 영토 분쟁 지역인 크림반도를 중간에 관통되어 있는 것으로 보인다.